# Стокгольмський синдром

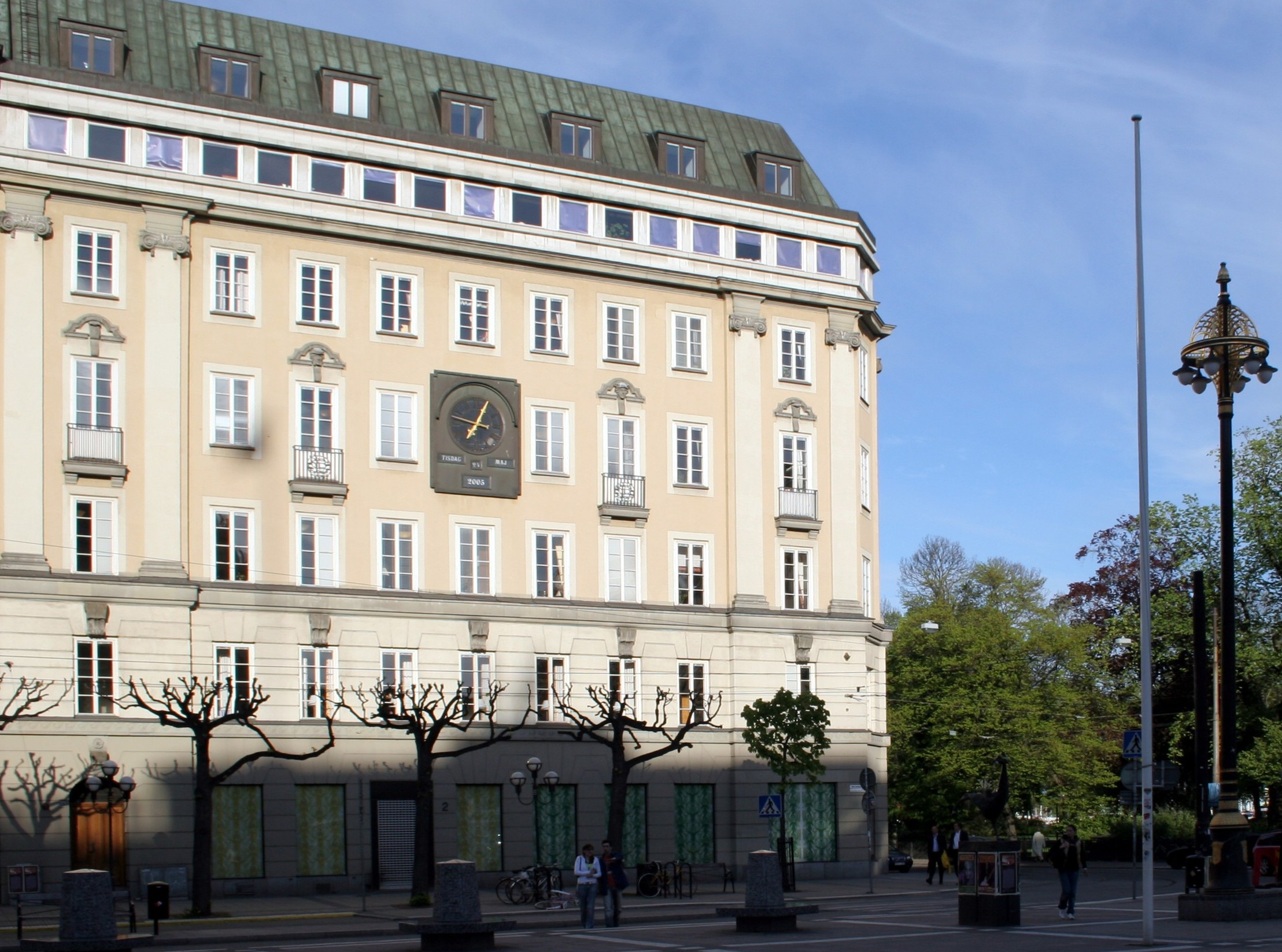
Колишня будівля Kreditbanken у Стокгольмі, Швеція, місце пограбування Норрмальмсторг у 1973 році (фотографія 2005 року)

Стокгольмський синдром (англ. Stockholm syndrome) — психологічний несвідомий захисний стан, який характеризується прив'язаністю жертви до кривдника. У процесі захоплення, викрадення або застосування (чи загрози застосування) насильства, жертви починають співчувати своїм загарбникам, виправдовувати їхні дії й навіть ототожнювати себе з ними, переймаючи загарбницькі ідеї.
Стокгольмський синдром є нормальною реакцією людини на психотравмувальну подію, а не розладом. Він не занесений до жодної міжнародної системи класифікації психіатричних захворювань.
Проаналізувавши понад 4700 випадків захоплення заручників, спеціалісти ФБР (FBI Law Enforcement Bulletin, № 7, 2007) дійшли висновку, що тією чи іншою мірою у 27 % жертв проявляється стокгольмський синдром.

## Опис
Авторство терміна «стокгольмський синдром» належить криміналісту Нільсу Бейруту, який ввів його під час аналізу ситуації із захопленням заручників у Стокгольмі в серпні 1973 року.
Через свою парадоксальність, термін набув широкої популярності та має багато синонімічних назв, наприклад, «синдром ідентифікації заручника» (англ. Hostage Identification Syndrome), «синдром здорового глузду» (англ. Common Sense Syndrome), «стокгольмський фактор» (англ. Stockholm Factor), «синдром виживання заручника» (англ. Hostage Survival Syndrome) тощо. Назва «Хельсинський синдром» була помилково використана у фільмі «Міцний Горішок», завдяки чому отримала широке використання.
В основу тлумачення стокгольмського синдрому лягла концепція психологічного захисту людини в стресових ситуаціях Анни Фрейд, розроблена в 1936 році під назвою «ідентифікація з агресором».
У 1978 році американський психіатр Франк Очберг (англ. Frank Ochberg) детально почав займатись вивченням стокгольмського синдрому і дійшов висновку, що таку поведінку обов'язково потрібно враховувати при розробці операцій зі звільнення заручників. Агент ФБР Конрад Хассель (англ. Conrad Hassel) також значною мірою посприяв використанню цього терміну в діяльності антитерористичних підрозділів.

## Особливості прояву
Спочатку жертва переживає сильне емоційне потрясіння, відчуває до агресора страх, неприязнь, апатію, але з часом починає демонструвати примирення з обставинами, які склались, це є захисною реакцією психіки, оскільки людина розуміє, що лише у випадку повного підкорення може добитися кращого до себе ставлення.
Наступним етапом є звикання до ситуації, адже вона розуміється як така, яку не можливо змінити. Не бачачи можливостей для врятування, людина неусвідомлено починає сприймати самого кривдника як єдине джерело захисту, потрібно лише поводитись правильно і пристосуватися до ситуації. З часом жертва починає відчувати симпатію до кривдника і виправдовувати його дії.
Крім того, людській психіці складно прийняти факт безглуздого насильства, що виходить лише з хворобливих мотивів кривдника, а себе вважати такою ж безглуздою жертвою цього насильства. Психологічний захист спрацьовує, даючи жертві інше пояснення: він не міг по-іншому, інакше б його не почули, він не зі зла. Активна підтримка дій агресора позбавляє жертву від почуття власної безпорадності.

## Фактори формування
- Надія жертви, що агресор проявить поблажливість за умови беззаперечного виконання всіх його вимог, тому намагається продемонструвати слухняність, викликати його схвалення і заступництво;
- Можливість і якість соціальної взаємодії. Ускладнити розвиток емоційних відносин можуть зав'язування очей, затикання рота кляпом;
- Можливість раціонального пояснення виявленої жорстокості. Якщо, наприклад, один з заручників гине в результаті опору злочинцям, то інші можуть намагатися виправдати спалах жорстокості провокативною поведінкою самого загиблого;
- Мовний бар'єр. Заборона перемовлятися або незнання мови сильно ускладнює формування симпатії між заручниками і злочинцями;
- Ідентифікація зі злочинцем. Заручники ототожнюють себе із захоплювачами внаслідок дії захисного психологічного механізму «не нашкодь своїм» — якщо загарбники «приймають», хоча б частково, заручника за свого, за умови якщо дії заручника сприйматимуться як спільні і позитивні, то йому не буде вчинено шкоди і навіть навпаки, його будуть захищати від штурмовиків;
- Психологічна грамотність. Психологічно грамотний заручник і / або злочинець мають більше шансів вплинути один на одного;
- Стереотипи. Расові, етнічні, релігійні та ідеологічні розбіжності мають негативний вплив на розвиток симпатії між загарбником і його жертвою;
- Тривалість перебування в полоні. При довгому перебуванні в полоні, заручник спілкується з кривдником, пізнає його як людину, розуміє причини захоплення, розуміє чого саме захоплювач хоче досягти. Особливо це виявляється при захопленнях, що мають політичну причину — заручник дізнається про претензії захоплювача до влади, переймається ними і може дійти висновку, що позиція захоплювача — правильна;
- Заручник психологічно дистанціюється від ситуації. Вважає, що з ним такого статись не могло. Він намагається забути про ситуацію, витісняє з пам'яті травматичну подію, займаючись конкретною діяльністю.

## Побутовий стокгольмський синдром
Стокгольмський синдром спостерігається не тільки у випадках викрадення людей або під час терористичних акцій, але можливий і в побутових ситуаціях, наприклад, в сім'ях, де є насильство і знущання.
Якщо в сімейному союзі дружина відчуває агресію і приниження від свого чоловіка, то при стокгольмському синдромі вона буде сумлінно приховувати та виправдовувати його дії та, навіть, відчувати прихильність. Подібна ситуація може скластися і між батьками та дітьми.
Стокгольмський синдром в сім'ї, в першу чергу, стосується людей, які належать до психологічного типу «жертви», який супроводжується невпевненістю в собі, низькою самооцінкою, відчуттям негідності.

## Випадок в Стокгольмі
У місті Стокгольм 23 серпня 1973 року відбувся гучний злочин, який має важливе значення для психології та криміналістики, оскільки є першим описаним випадком стокгольмського синдрому.
О 10:15 Ян Ерік Улсон (Jan Erik Olsson), утікач з в'язниці, не особливо небезпечний злочинець, увійшов до будівлі банку «Sveriges Kreditbank», дістав автомат, зробив постріл у повітря та крикнув щось на кшталт «вечірка починається».
Він взяв у заручники чотирьох працівників банку — трьох жінок і чоловіка, імена заручників: Бірґіта Лундблад (Birgitta Lundblad), Крістін Енмарк (Kristin Enmark), Елізабет Олдґрен (Elisabet Oldgren) і Свен Сафстром (Sven Safstrom). На вимогу Улсона, поліція звільнила і доставила до банку його співкамерника — Кларка Улофсона (Clark Olofsson). Також він вимагав три мільйони крон (близько 700 000$ за курсом 1973 року), зброю та спортивне авто.
26 серпня поліцейські просвердлили отвір у стелі і сфотографували заручників і Улофсона.
28 серпня відбулась газова атака. Через пів години після її початку, захоплювачі здались, а заручників вивели цілими та неушкодженими.
Колишні заручники заявили, що боялись не захоплювачів, які нічого поганого їм не зробили, а поліції. Також відомо, що вони за свої гроші найняли адвокатів Улсону й Улофсону.
У ході судового дослідження Улофсону вдалось довести, що він не допомагав Улсону, а навпаки, намагався врятувати заручників. З нього зняли всі звинувачення та відпустили. На свободі він зустрівся з Крістін Енмарк і вони почали товаришувати родинами.
Улсон був засуджений до 10 років тюремного ув'язнення, протягом яких отримав багато схвальних листів від жінок.

## Випадок в Лімі
Лімський синдром (англ. Lima syndrome) — дзеркальне відображення стокгольмського синдрому. В цьому випадку загарбники починають відчувати стійку симпатію до своїх жертв, в результаті чого, злочинці прагнуть задовольнити всі їхні потреби та бажання. Можливо, причиною виникнення подібної ситуації є почуття провини та суперечливість моральних принципів загарбників.
Випадок захоплення резиденції японського посла в Лімі, столиці Перу, 17 грудня 1996 року є першим і найбільш відомим проявом лімського синдрому.
У резиденції японського посла, на честь дня народження імператора Японії, зібралося близько п'яти сотень високопоставлених осіб з різних країн. Офіціантами на бенкеті виявилися екстремісти з революційного перуанського руху. Тримаючи кілька днів заручників, терористи вимагали звільнити їх соратників з в'язниць. Але ще в ході переговорів, вони самі ж звільнили майже половину гостей. Поліція вважала, що революціонери зробили так через складність контролювати багато людей, які перебувають в одному приміщенні. Однак звільнені заручники запевняли, що ватажок терористів — це «дуже милий і цікавий чоловік, який просто перейнявся симпатією до своїх жертв».

## Відомі випадки

### Патриція Герст
Патриція Герст (Patricia Hearst) була захоплена 4 лютого 1974 року групою «Симбіонійська визвольна армія» (Symbionese Liberation Army — SLA). Викрадачі отримали від сім'ї Герст 6 млн доларів, але дівчину не звільнили. Згодом з'ясувалось, що вона вступила до лав SLA і взяла участь у груповому збройному нападі.
У вересні 1975 року вона була затримана разом з іншими солдатами SLA.

### Елізабет Смарт
Елізабет Смарт, 14-річна дівчинка, яка була викрадена, «ідеологічно оброблена» і повторно викрадена психічно хворим чоловіком, що чіплявся до неї протягом 2002—2003 років; після першого суворого примусового ув'язнення, Елізабет провела кілька місяців мешкаючи разом зі своїм захоплювачем. Це, можливо, не є типовим випадком Стокгольмського синдрому оскільки вона стверджувала, що не любила свого викрадача і вимушена була мати з ним контакт лише під страхом.

### Івон Рідлі
Журналістка «Daily Express» Івон Рідлі була викрадена в Афганістані талібськими екстремістами у вересні 2001 року й утримувалась ними 11 днів. Протягом цього періоду вона обіцяла Імамові, що навернеться у іслам, якщо їй дозволять повернутись до Лондону. Івона прийняла іслам влітку 2003 року і наразі дотримується суворих ісламських поглядів. Однак вона заперечує припущення, що прийняття нею ісламу є результатом Стокгольмського синдрому, стверджуючи: «Я була залякана своїми викрадачами. Мене ображали, я була побита і позбавлена їжі. Це тривало, допоки я не зізналась, що цікавлюсь ісламом.»

## Фільми
Стокгольмський синдром часто стає основою для сюжетів кінофільмів:
- «Зв'яжи мене», Іспанія, 1989—1990 рр. Фільм про викрадення актриси хлопцем, які згодом покохали один одного.
- «Зворотний слід», США, 1990 р. Найманому вбивці потрібно розправитися з дівчиною-художницею, що стала мимовільним свідком розбірок мафії. Дізнавшись дівчину ближче, він закохується в неї.
- «Красуня та Чудовисько», США, 1991 р. У зачарованому палаці, який прихований в темному лісі, живе жахливе Чудовисько. Повернути йому вигляд людини, знявши закляття, може лише прекрасна дівчина, яка покохає його таким, яким він є.
- «Погоня», США, 1994 р. Злочинець тікає з в'язниці, викрадає машину і бере в заручниці дівчину в магазині. Поступово дівчина краще пізнає викрадача і закохується в нього.
- «Зайвий багаж», США, 1997 р. Викрадач автомобілів викрадає черговий БМВ, не підозрюючи, що разом з машиною він краде ще й дівчину, яка сховалася в багажнику.
- «Місто злодіїв», США, 2010 р. Фільм про взаємини грабіжника і його колишньої заручниці.